# Acteosaurus tommasinii
Acteosaurus tommasinii Meyer, 1860 è un rettile estinto appartenente agli squamati. Visse nel Cretaceo superiore (Cenomaniano, circa 95 milioni di anni fa) e i suoi resti fossili sono stati ritrovati in Slovenia.

## Descrizione
Questo animale era di piccole dimensioni (non doveva raggiungere il metro di lunghezza) e possedeva un corpo molto allungato. L'unico esemplare noto è uno scheletro articolato quasi completo, privo però di cranio e di parte della coda. Erano presenti 27 vertebre dorsali e oltre 10 vertebre cervicali. Gli arti posteriori e soprattutto quelli anteriori erano di dimensioni ridotte; gli archi emali erano articolati (e non fusi) con la regione posteroventrale delle vertebre caudali; queste ultime possedevano spine neurali lunghe e strette in vista laterale. Tra le caratteristiche uniche di Acteosaurus (che lo differenziavano da forme simili come Dolichosaurus, Adriosaurus e Pontosaurus) vi era l'assenza di pachiostosi (ispessimento) sia nelle vertebre che nelle costole; gli arti anteriori, inoltre, erano più brevi e gracili di quelli dell'assai simile Adriosaurus.

## Classificazione
Acteosaurus tommasinii venne descritto per la prima volta da Hermann von Meyer nel 1860, sulla base di un fossile ritrovato negli scisti di Komen (Slovenia), risalenti al Cenomaniano superiore. Von Meyer ritenne che questo animale fosse simile a Dolichosaurus, un altro rettile descritto qualche anno prima da Richard Owen. Attualmente questi due animali, considerati classicamente parte della famiglia dei dolicosauridi, sono considerati ofidiomorfi basali (vicini all'origine dei serpenti) sulla base di alcune caratteristiche delle zampe ridotte, dell'allungamento del corpo e dell'aumento delle vertebre cervicali (Palci e Caldwell, 2003). 
È interessante notare che gli ofidiomorfi basali successive mostrano una riduzione progressiva e la perdita degli elementi del cinto pettorale. L'interclavicola, originariamente presente in tutti i pitonomorfi basali, è generalmente assente negli ofidiomorfi (con l'unica eccezione di Pontosaurus). Questa perdita è seguita dalla scomparsa dello sterno calcificato (ad esempio, in Aphanizocnemus e indipendentemente in Pontosaurus lesinensis), originariamente presente nei dolicosauri, e dalla riduzione del cinto pettorale con la perdita completa delle clavicole in Adriosaurus e Acteosaurus (Palci e Caldwell, 2003).